# Nema kraja (strip)
Nema kraja je kratak strip objavljen u magazinu YU strip, бр. 204/1, koji je tada još uvek izlazio kao posebno izdanje EKS alamanaha u izdanju Dečjih novina iz Gornjeg Milanovca. Cena sveske iznosila je 10 dinara. Izašla je 1979. god. Scenario je napisao Svetozar Obradović, a strip nacrtao Branislav Kerac. Imao je 12 strana. 

## Nastanak stripa
Strip je dobio 1. nagradu na konkursu za strip Dečjih novina 1979. godine. Ovaj strip nastao je kao reakcija tandema Kerac-Obradović na kritike (koja je došla od ljubitelja strip-pravca oličenog u Novom kvadratu) da prave samo stripove za razonodu. Ovo je bio njihov odgovor da umeju da naprave avangardni strip sa dorbim crtežom.

## Kratak sadržaj
Nepoznat stariji čovek dolazi u kuću dvoje mlađih viteza. Sa sobom nosi malu kutiju. Mladići ga pitaju šta je u kutijici, a on odgovara da se u njoj nalazi smrt. Mladići se smeju na ovakvo objašnjenje i otimaju mu kutijicu. Kada je otvore, vide da se u njoj nalazi gomila dragocenog nakita. Ubijaju starca. Jašući kroz šume, zamišljaju kako će im život biti lep kada iskoriste blago koju su stekli. Tokom puta, kod obojice se javlja ideja da bi mogli celo blago da zadrže za sebe. Stiću na obalu mora. Na peščanoj plaži između njih počinje dvoboj oko kutijice. Kutijica pada na pesak, a iz nakita se uzdiže lepa ratnica koja ih napada obojicu. Najpre ubija jednog, pa drugog. Na kraju ratnica pokazuje svoje lice – lice smrti. Posle nekog vremena dvoje brodolomnika uspevaju da ispllivaju na obalu i nailaze na kutijicu. Kod obojice se javlja ideja da bi mogli da je zadrže samo za sebe…